# Wassili Alexejewitsch Wassiltschikow
Wassili Alexejewitsch Wassiltschikow (* 1754; † 5. März 1830) war ein russischer Adliger und stammte aus der Dritten Linie des Grafengeschlechts Wassiltschikow. Er war von 1789 bis 1795 Adelsmarschall im Gouvernement Nowgorod und Brigadegeneral in der Kaiserlich-russischen Armee.

## Familie
W.A. Wassiltschikow setzte, nach seinem Vater Alexei Grigorjewitsch Wassiltschikow, die Stammreihe fort, aus der später das Fürstengeschlecht Wassiltschikow erwuchs. Sein Cousin war Alexander Semjonowitsch Wassiltschikow (1746–1813), der am Zarenhof diente und der Liebhaber der Kaiserin Katharina II. war. Wassili Alexejewitsch heiratete Katharina Ovtsyna (* 1832), aus dieser Ehe stammten:
- Illarion Wassiljewitsch Wassiltschikow (1776–1847), ab 1839 Fürst
- Dimitri Wassiljewitsch Wassiltschikow (1778–1859), russischer Generalmajor
- Nikolai Wassiljewitsch Wassiltschikow (1781–1849), russischer Generalmajor
- Tatjana Wassiljewna Wassiltschikowna (1783–1841)

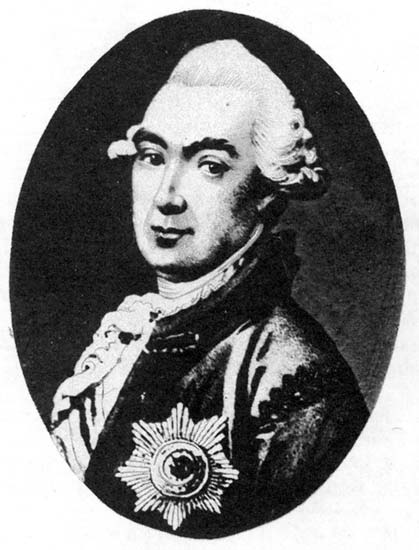
Alexander Semjonowitsch Wassiltschikow
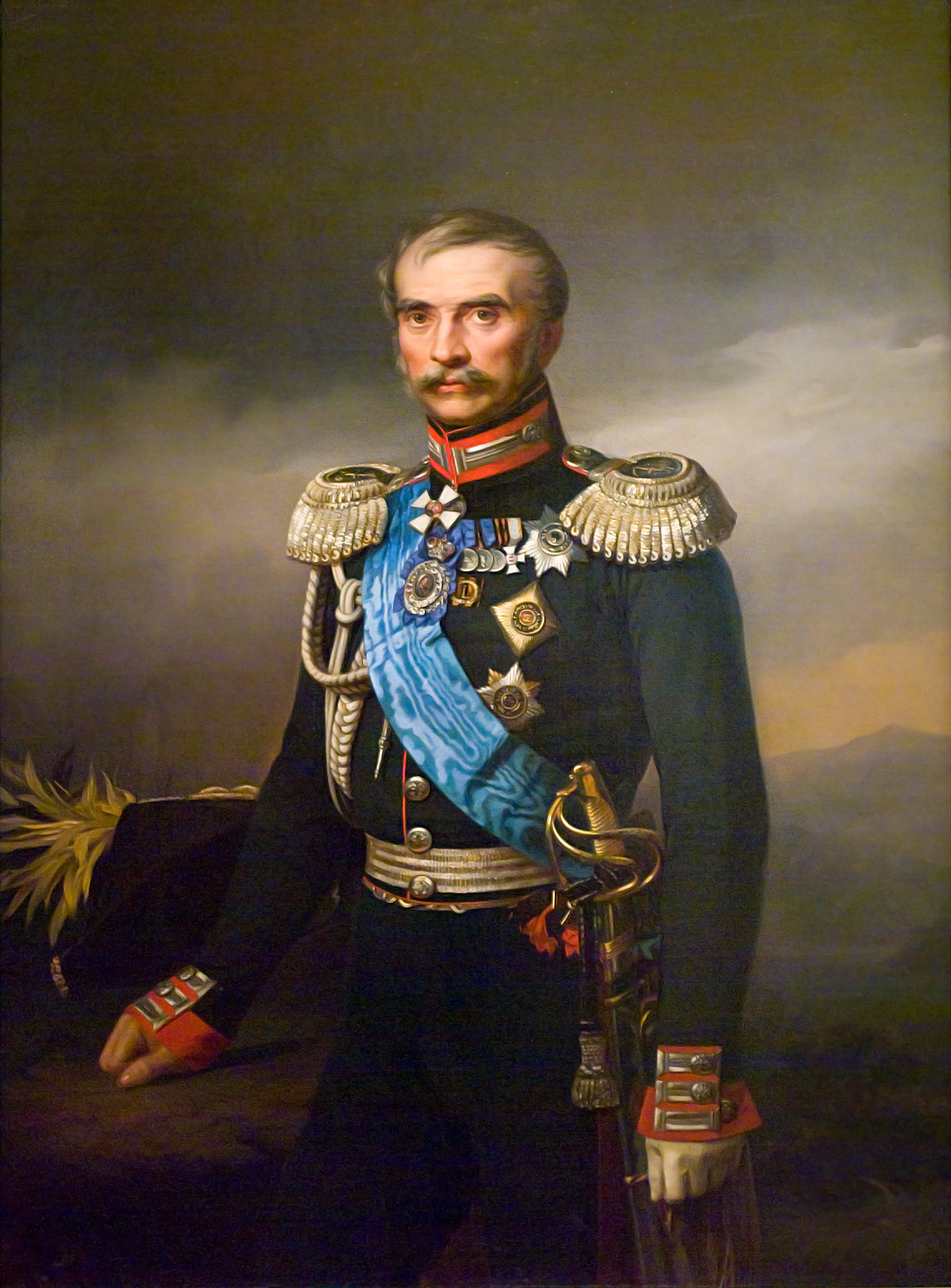
Illarion Wassiljewitsch Wassiltschikow
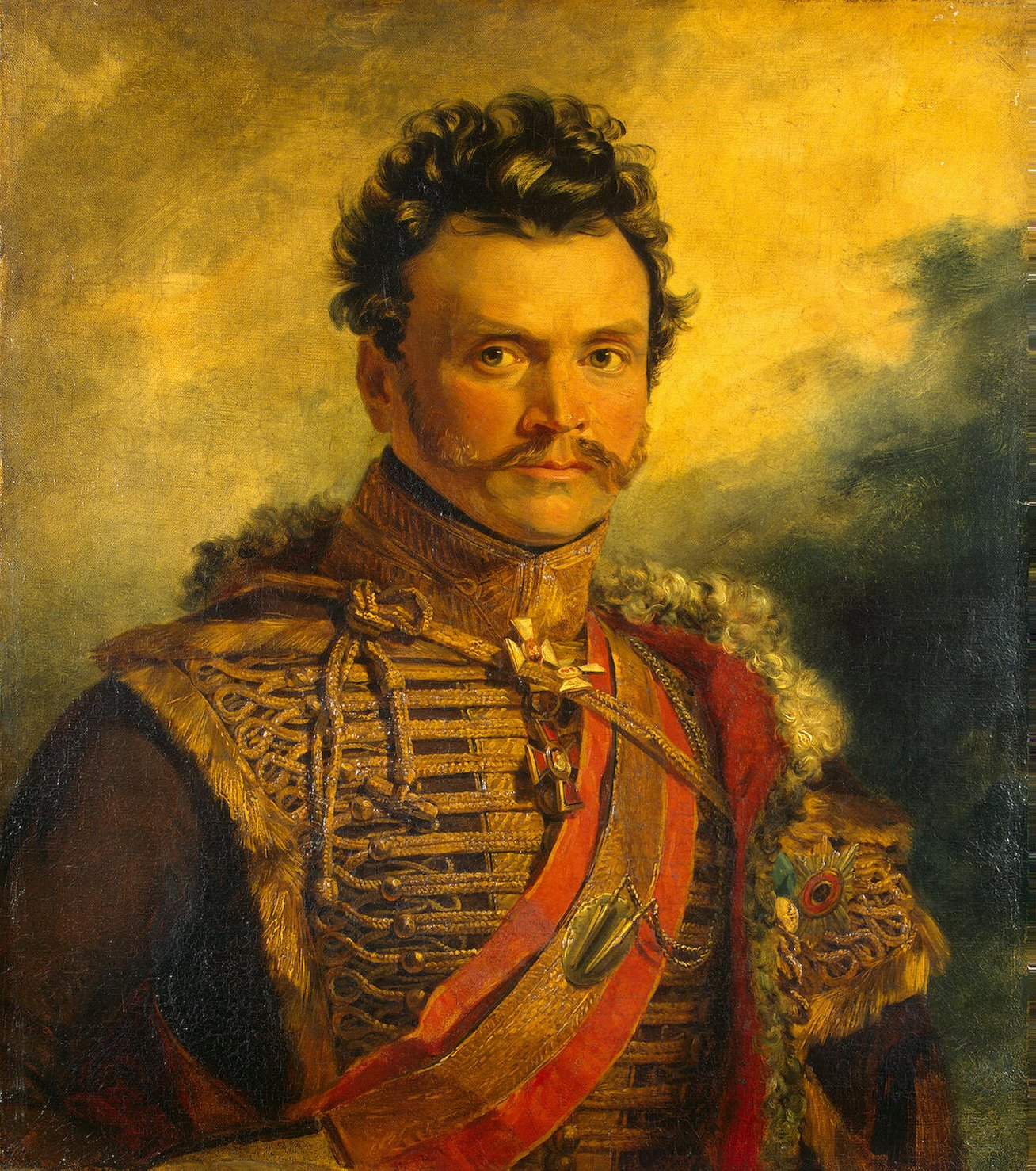
Dimitri Wassiljewitsch Wassiltschikow
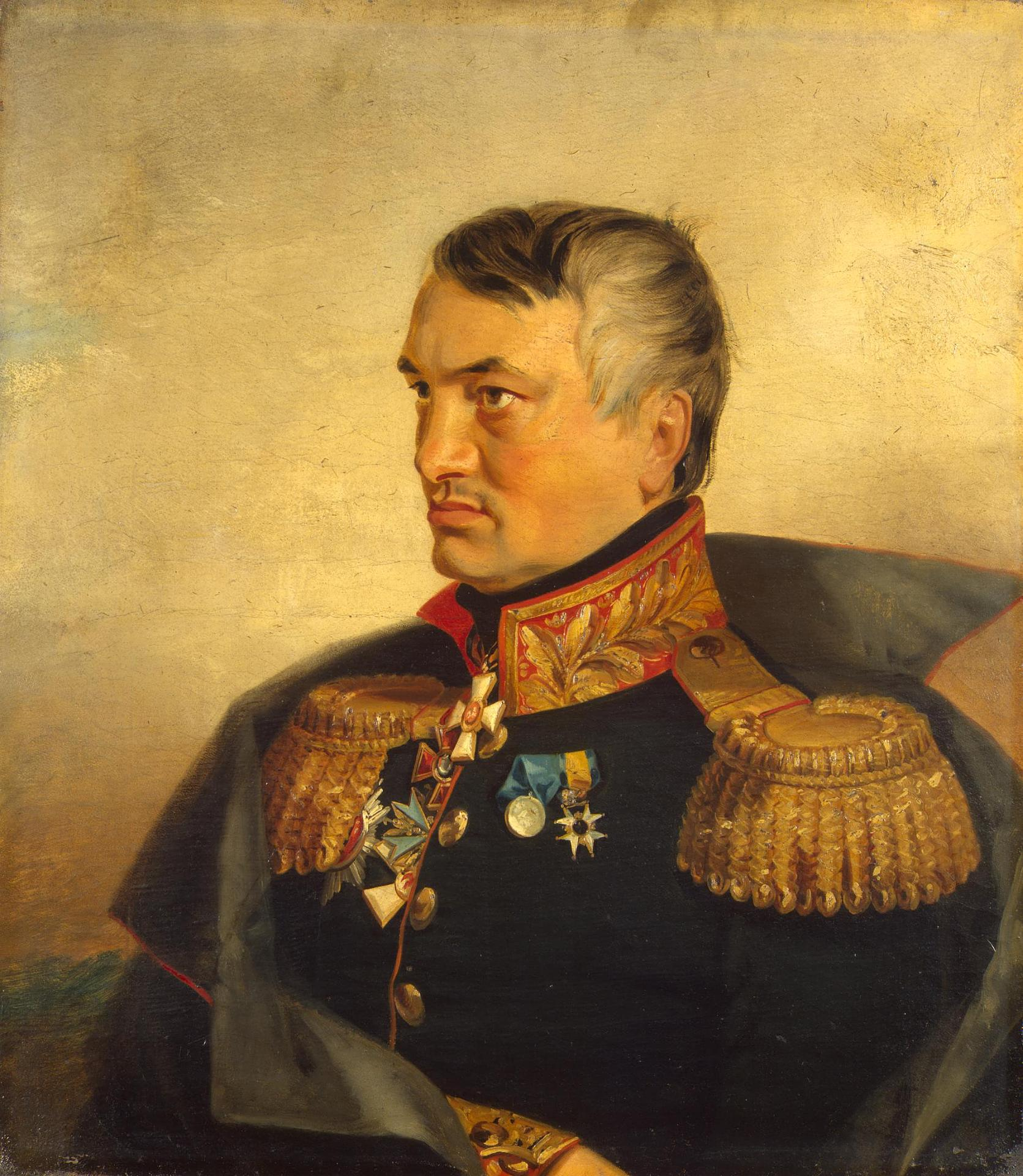
Nikolai Wassiljewitsch Wassiltschikow